# رسول‌آباد (میاندوآب)
رسول‌آباد (میاندوآب)، روستایی از توابع بخش مرکزی شهرستان میاندوآب در استان آذربایجان غربی ایران است. نام سابق و محلی روستا، توپ‌کندی می‌باشد که بعدا به رسول‌آباد تغییر یافته است. اهالی روستا با زبان ترکی نیز آشنایی دارند.

## جمعیت
این روستا در دهستان مکریان شمالی قرار دارد و براساس سرشماری مرکز آمار ایران در سال ۱۳۸۵، جمعیت آن ۴۸۴ نفر (۱۱۴ خانوار) بوده‌است.